# I babysitter (film 1994)
(Tagline del film.)
I babysitter (Twin Sitters) è un film statunitense del 1994 diretto da John Paragon.

## Trama
Peter e David sono due gemelli, dotati di una forza quasi sovrumana, in cerca di denaro per poter aprire un ristorante. Un giorno il ricco imprenditore Frank Hillhurst assiste ad una sparatoria in un parco e resta impressionato dall'eroico intervento dei due gemelli, che salvano i presenti e mettono in fuga i criminali, quindi decide di assumerli per fare da babysitter ai suoi nipoti Bradley e Steven, mentre lui sarà via per un'inchiesta preliminare con il signor Bennett e i suoi agenti. Inizialmente c'è una forte rivalità tra i babysitter e i due bambini, anch'essi gemelli, ma col tempo verrà a crearsi un legame molto forte tra loro, specialmente quando la loro vita sarà minacciata da un'organizzazione criminale in cerca del loro zio.

## Produzione
Il film è stato prodotto dalla Surge Productions Inc. Gli effetti speciali sono a cura della OCS/Freeze Frame/Pixel Magic.

## Distribuzione
Il film è stato distribuito in diversi paesi con date e titoli differenti:
- Italia Ottobre 1994 I babysitter
- Stati Uniti 12 dicembre 1995 Twin Sitters o The Babysitters
- Grecia 11 dicembre 1996 Anilikoi belades
- Spagna 22 dicembre 1996 Vaya par de canguros

### VHS
- Stati Uniti dalla Columbia TriStar Home Video[3]
- Grecia dalla Videosonic
- Germania dalla VMP